# Myconus dulcis
Myconus dulcis är en insektsart som beskrevs av Gerstaecker 1895. Myconus dulcis ingår i släktet Myconus och familjen vedstritar. Inga underarter finns listade i Catalogue of Life.